# 栗洞信号场
栗洞信号场是位于韩国庆尚北道庆州市栗洞的一个号志站，属于中央线。

## 历史
- 1939年6月1日，落成使用。
- 1944年6月15日，车站废止。
- 1967年9月1日，落成使用。
- 1974年8月15日，车站废止。
- 1976年12月3日，重新启用。
- 1977年3月1日，降格为信号场。
- 2021年12月28日，停用本站。

## 邻近车站
韓国铁道公社
中央線
牟梁站 - 栗洞信号场 - 西庆州站